# Radhya Al-Mutawakel
Radhya Al-Mutawakel, född 12 april 1967, är en jemenitisk människorättsaktivist.
Al-Mutawakel var med och grundade Mwatana Organisation for Human Rights för att försvara mänskliga rättigheter i Jemen. Arbetet innebär dokumentation av brott mot mänskligheten i samband med konflikten i Jemen. Hon har talat i FN för att uppmärksamma omvärlden om det som pågår i Jemen och vädja om en mer restriktiv vapenexport till regionen.
2019 utsågs Al-Mutawakei till en av världens 100 mest inflytelserika personer av Time magazine och 2020 tilldelades hon Anna Politkovskaya Award.
Al-Mutawakei nominerades till Nobels fredspris 2021.